# Raiffeisenbank Biebergrund-Petersberg
Die Raiffeisenbank Biebergrund-Petersberg eG ist eine Genossenschaftsbank mit Sitz in der hessischen Gemeinde Petersberg im Landkreis Fulda.

## Geschichte
Die heutige Raiffeisenbank Biebergrund-Petersberg eG wurde am 19. März 1889 gegründet und entstand 1988 durch die Fusion der Raiffeisenbank eG Petersberg mit dem Sitz in Petersberg mit der Raiffeisenbank Biebergrund eG mit dem Sitz in Hofbieber. 
Die damalige Raiffeisenkasse Petersberg eGmbH fusionierte im Jahr 1972 mit der Raiffeisenkasse Marbach eGmbH mit dem Sitz in Marbach. Im Jahr 1973 fusionierte die damalige Raiffeisenkasse Biebergrund eGmbH mit der Raiffeisenkasse Dipperz eGmbH mit dem Sitz in Dipperz. Im Jahr 1970 entstand durch die Fusion der Raiffeisenkasse Hofbieber eGmbH mit der Raiffeisenkasse Böckels eGmbH mit dem Sitz in Böckels die Raiffeisenkasse Biebergrund eGmbH. Diese fusionierte anschließend im gleichen Jahr mit der Raiffeisenkasse Kleinsassen eGmbH mit dem Sitz in Kleinsassen.

## Rechtsverhältnisse
Die Raiffeisenbank Biebergrund-Petersberg eG ist im Genossenschaftsregister beim Amtsgericht Fulda unter GnR 123 eingetragen.

## Organisationsstruktur
Rechtsgrundlagen sind das Genossenschaftsgesetz und die durch die Generalversammlung beschlossene Satzung. Organe der Bank sind der Vorstand, der Aufsichtsrat und die Generalversammlung.

## Sicherungseinrichtung
Die Raiffeisenbank Biebergrund-Petersberg eG ist der amtlich anerkannten Sicherungseinrichtung des Bundesverbandes der Deutschen Volksbanken und Raiffeisenbanken GmbH und der zusätzlichen freiwilligen Sicherungseinrichtung des Bundesverbandes der Deutschen Volksbanken und Raiffeisenbanken e.V. angeschlossen.

## Geschäftsausrichtung
Die Raiffeisenbank Biebergrund-Petersberg eG betreibt das Universalbankgeschäft. Im Verbundgeschäft arbeitet sie mit der DZ Bank, R+V Versicherung, Bausparkasse Schwäbisch Hall, Teambank, VR Leasing,  DZ Hyp und der Union Investment zusammen.

## Geschäftsgebiet
Das Geschäftsgebiet liegt im Zentrum des Landkreises Fulda.
An diesen Orten betreibt die Bank Filialen:
- Petersberg (Hauptstelle, jur. Sitz + 1 GS + 1 SB-GS)
- Hofbieber (Geschäftsstelle)
- Dipperz (Geschäftsstelle)